# Astridfamilie
De Astridfamilie is een kleine groep planetoïden die deel uitmaken van de hoofdgordel. De groep werd vernoemd naar de eerst ontdekte planetoïde in deze groep 1128 Astrid. Het lijkt erop dat deze groep gevormd werd vanuit een compactere als gevolg van het Jarkovski-effect.

## Grootste leden van de groep
| Naam          | Diameter | Helft ovale lengte-as | Glooiingshoek | Excentriciteit (astronomie) | Ontdekkingsjaar |
| ------------- | -------- | --------------------- | ------------- | --------------------------- | --------------- |
| 1128 Astrid   | 34,69 km | 2,790 AE              | 1,016 °       | 0,044                       | 1929            |
| 2169 Taiwan   | 16,81 km | 2,788 AE              | 1,529 °       | 0,049                       | 1964            |
| 2852 Declercq | ?        | 2,786 AE              | 1,702 °       | 0,085                       | 1981            |